# ۴-برمو-۵٬۳-دی‌متوکسی‌آمفتامین
۴-برمو-۵،۳-دی‌متوکسی‌آمفتامین (به انگلیسی: 4-Bromo-3,5-dimethoxyamphetamine) با فرمول شیمیایی C۱۱H۱۷NO۲Br یک ترکیب شیمیایی است. که جرم مولی آن ۲۷۴٫۱۵۴ g/mol می‌باشد. 